# Amphoe Sida
Amphoe Sida (Thai: อำเภอ สีดา) ist ein Landkreis (Amphoe – Verwaltungs-Distrikt) im Nordosten der Provinz Nakhon Ratchasima. Die Provinz Nakhon Ratchasima liegt in der Nordostregion von Thailand, dem so genannten Isan.

## Geographie
Amphoe Sida grenzt an die folgenden Landkreise (von Norden im Uhrzeigersinn): an die Amphoe Bua Lai, Prathai, Non Daeng und Bua Yai. Alle Amphoe liegen in der Provinz Nakhon Ratchasima.

## Geschichte
Sida wurde am 1. Juli 1997 zunächst als „Zweigkreis“ (King Amphoe) eingerichtet, indem sein Gebiet vom Amphoe Bua Yai abgetrennt wurde.
Am 15. Mai 2007 hatte die thailändische Regierung beschlossen, alle 81 King Amphoe in den einfachen Amphoe-Status zu erheben, um die Verwaltung zu vereinheitlichen.
Mit der Veröffentlichung in der Royal Gazette „Issue 124 chapter 46“ vom 24. August 2007 trat dieser Beschluss offiziell in Kraft.

## Verwaltung

### Provinzverwaltung
Der Landkreis Sida ist in fünf Tambon („Unterbezirke“ oder „Gemeinden“) eingeteilt, die sich weiter in 50 Muban („Dörfer“) unterteilen.
| Nr. | Name         | Thai       | Muban | Einw. |
| --- | ------------ | ---------- | ----- | ----- |
| 1.  | Sida         | สีดา        | 11    | 4.806 |
| 2.  | Phon Thong   | โพนทอง     | 10    | 5.290 |
| 3.  | Non Pradu    | โนนประดู่    | 10    | 3.890 |
| 4.  | Sam Mueang   | สามเมือง    | 10    | 4.859 |
| 5.  | Nong Tat Yai | หนองตาดใหญ่ | 09    | 5.518 |

### Lokalverwaltung
Es gibt eine Kommune mit „Kleinstadt“-Status (Thesaban Tambon) im Landkreis:
- Sida (Thai: เทศบาลตำบลสีดา), bestehend aus Teilen der Tambon Sida, Phon Thong and Sam Mueang.

Außerdem gibt es fünf „Tambon-Verwaltungsorganisationen“ (องค์การบริหารส่วนตำบล – Tambon Administrative Organizations, TAO):
- Sida (Thai: องค์การบริหารส่วนตำบลสีดา)
- Phon Thong (Thai: องค์การบริหารส่วนตำบลโพนทอง)
- Non Pradu (Thai: องค์การบริหารส่วนตำบลโนนประดู่)
- Sam Mueang (Thai: องค์การบริหารส่วนตำบลสามเมือง)
- Nong Tat Yai (Thai: องค์การบริหารส่วนตำบลหนองตาดใหญ่)